# Paden
Paden – wieś w Stanach Zjednoczonych, w stanie Missisipi, w hrabstwie Tishomingo.